# Karin Kanzuki
Karin Kanzuki (神月かりん) es un personaje ficticio de la saga de videojuegos de pelea Street Fighter.

## Perfil
Karin es la hija de una familia rica, aprendió el estilo de artes marciales de su familia. Perdió contra Sakura, desesperadamente quiso encontrarla otra vez y finalmente la derrotó, pero la lucha más importante de Karin no fue ganar o perder, el auténtico objetivo de Karin es Ishizaki. según ella es en si una hermosa y refinada joven de 16 años de edad. Después de perder contra Sakura, Karin aprende que ganar no lo es todo y acepta que Sakura es más fuerte, aunque haya perdido contra ella.

## Datos Adicionales
- Gusta: La victoria absoluta, que es rica y hermosa, su mayordomo Ishizaki.
- Odia: Gente de clase media y sus ideales, M. Bison y Shadaloo
- medidas: 83-57-85

## Apariciones
- Street Fighter Alpha 3
- Capcom Fighting Evolution
- Namco X Capcom
- Street Fighter V

- Datos: Q3275094